# Dendrogram

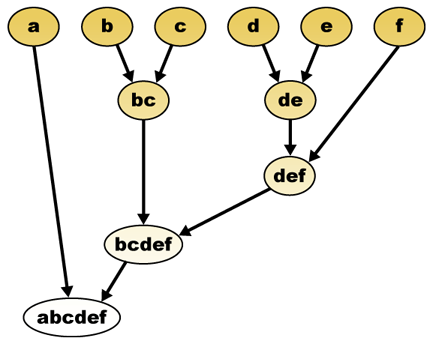
Traditionell visualisering

Dendrogram (grekiska: dendron, träd) är en samlingsterm för trädliknande grafer, vilka representerar ett klassificeringsschema och visualiserar en klusteranalys inom multivariat statistik. Denna visualiseringsform används ofta inom biologi. Inom systematiken används ibland begreppet evolutionärt träd synonymt med dendrogram. Dendrogram som utgår ifrån fenetik kallas fenogram och sådana som utgår från kladistik, kallas kladogram. En specialvariant av kladogrammet är fylogram där grenlängden representerar antalet evolutionära förändringar. 